# El portava i scarp del tennis/Ti te se' no
El portava i scarp del tennis/Ti te se' no è il quinto singolo da solista di Enzo Jannacci, pubblicato dalla Jolly nel marzo 1964.
Entrambi i brani, scritti dallo stesso Jannacci, verranno poi inclusi nell'album La Milano di Enzo Jannacci, pubblicato a luglio dello stesso anno; El portava i scarp del tennis è arrangiata dallo stesso cantautore, mentre l'arrangiamento di Ti te se' no è di Fiorenzo Carpi.
El portava i scarp del tennis verrà inoltre reincisa con un nuovo arrangiamento curato da Alberto Baldan Bembo e Italo Greco e pubblicata nel 1972 nell'album Jannacci Enzo, e in seguito arrangiata dal figlio Paolo Jannacci per l'album Milano 3.6.2005; verrà inoltre inserita in versioni tratte da concerti nei dischi dal vivo 30 anni senza andare fuori tempo e The best. Concerto vita miracoli.
Anche Ti te se' no verrà riarrangiata da Paolo Jannacci per l'album Milano 3.6.2005

## Tracce
- El portava i scarp del tennis
- Ti te se' no